# Judith Widmer-Straatman
Judith Widmer-Straatman, geboren Judith Straatman,  (* 5. Februar 1922 in Arnheim, Niederlande; † 28. Juli 2022 in Schaffhausen, Schweiz) war eine Schweizer Frauenrechtskämpferin und Apothekerin. Sie war Vizepräsidentin des Schweizerischen Verbands für Frauenstimmrecht (SVF) und war so aktiv beteiligt bei der 1971 erfolgten Einführung des Frauenstimmrechts in der Schweiz.

## Leben

### Frühes Leben und Ausbildung
Judith Widmer-Straatman besuchte die Schule im niederländischen Arnheim und schloss diese mit der Matura ab. Anschliessend entschied sie sich für ein pharmazeutisches Studium an der Universität Amsterdam, welches sie mit dem Erwerb des Apotheker-Fachdiploms beendete. Während des Zweiten Weltkriegs missglückte die Luftlandung der Alliierten in ihrer Heimatstadt Arnheim. Im Zuge dessen musste Widmer-Straatman gemeinsam mit ihrer Familie Arnheim verlassen und an der Frontlinie leben. Die Kriegsjahre und die Entbehrungen des «Hungerwinters» belasteten die physische und mentale Gesundheit von Widmer-Straatman stark.

### Leben in der Schweiz und Aktivismus
Nach Kriegsende zwischen 1946 und 1948 konnte sich Widmer-Straatman in der Schweiz gesundpflegen lassen. Hierbei wurde sie vom Hilfswerk der Evangelischen Kirchen der Schweiz (HEKS) unterstützt. Dies war der Beginn einer Verbindung mit der Schweiz, die einige Jahre später erneuert wurde. Im Jahr 1954 verbrachte sie ihre Ferien in der Schweiz und lernte in dieser Zeit ihren zukünftigen Ehemann, den Architekten Heinz Widmer, kennen.
Bereits 1917 hatten die Frauen in den Niederlanden das Wahlrecht erhalten. Für die gebürtige Niederländerin war die Unmöglichkeit, in ihrem neuen Heimatland zu wählen, inakzeptabel, und nach dem Scheitern der Abstimmung über das Frauenstimmrecht in der Schweiz 1959 wurde Widmer-Straatman politisch aktiv. Zu diesem Zweck trat sie dem Verein für Frauenbildung und Frauenrechte in Schaffhausen bei und übernahm schliesslich nach Elsbeth Tanner-Wüscher dessen Präsidium. Zur gleichen Zeit trat sie auch der Arbeitsgemeinschaft Frau + Politik Schaffhausen bei, deren Präsidentin sie 1964 wurde.
In den 1960er Jahren bemühte sich der Schweizerische Verband für Frauenstimmrecht (SVF) erneut um die Durchführung einer Volksabstimmung über das Frauenstimmrecht in der Schweiz. Im Jahr 1968 wurde Widmer-Straatman Vizepräsidentin des SVF. 1969, mitten in den Schweizer Verhandlungen zur Ratifizierung der Europäischen Menschenrechtskonvention, führte sie auf Initiative der von ihr präsidierten Sektion Schaffhausen eine Delegation des SFV an den Europarat in Strassburg. Die Delegation hatte zwar keinen Erfolg bei der Lobbyarbeit in Strassburg, doch war dies nicht die einzige Initiative, die im Gange war. Am 1. März 1969 fand der sogenannte Marsch auf Bern statt, an dem Widmer-Straatman unter den 30 Schaffhauserinnen teilnahm. Dieser Protest führte 1971 zu einer zweiten Volksabstimmung, die mit einer Mehrheit von 65,7 % für das Wahlrecht der Frauen in der Schweiz ausfiel.

### Späteres Leben
In den Jahren 1972 und 1976 kandidierte Widmer-Straatmann für die FDP für den Grossen Rat des Kantons Schaffhausen (heute: Kantonsrat). Ihre Arbeit als Präsidentin der Arbeitsgemeinschaft Frau + Politik Schaffhausen setzte sie bis 1982 fort. Daneben schrieb sie eine regelmässige Kolumne «Frau und Politik» in den Schaffhauser Nachrichten.